# Symphlebia suanoides
Symphlebia suanoides är en fjärilsart som beskrevs av William Schaus 1921. Symphlebia suanoides ingår i släktet Symphlebia och familjen björnspinnare. Inga underarter finns listade i Catalogue of Life.